# Flod (typografi)
 For alternative betydninger, se Flod (flertydig). (Se også artikler, som begynder med Flod)
Inden for typografien er en flod et sammenfald af ordmellemrum i flere samhørende linjer, så der opstår hvide streger lodret eller let på skrå i satsbilledet. Det er en fejl, der bør undgås, selvom det kan være svært i spalter, specielt med lige højrekant.